# Neftekamsk
Neftekamsk (in baschiro Neftekama) è una città della Russia europea centro-orientale (Repubblica Autonoma della Baschiria). Sorge nel pedemonte uraliano occidentale, a breve distanza dal corso del fiume Kama, 250 km a nordovest della capitale Ufa.
Fondata nel 1957 in seguito all'inizio dello sfruttamento dell'importante giacimento petrolifero di Arlanskij, ottenne lo status di città nel 1963.
Il suo nome deriva dalle parole Kama (il fiume che scorre nelle vicinanze) e neft, che in russo significa "petrolio".